# Rhyniognatha hirsti
Rhyniognatha hirsti és l'insecte més antic conegut. Va aparèixer a principis del Devonià inferior, fa al voltant de 400 milions d'anys, quan estaven formant-se els primers ecosistemes de terra ferma. Tot i que Rhyniognatha continua sent un artròpode d'afinitats incertes, existeixen diversos fets evidents.